# Tai tượng Ấn
Tai tượng lá mác hay tai tượng xanh, tai tượng Ấn (danh pháp hai phần: Acalypha indica) là loài thực vật có hoa trong họ Đại kích. Loài này được L. miêu tả khoa học đầu tiên năm 1753.

## Hình ảnh

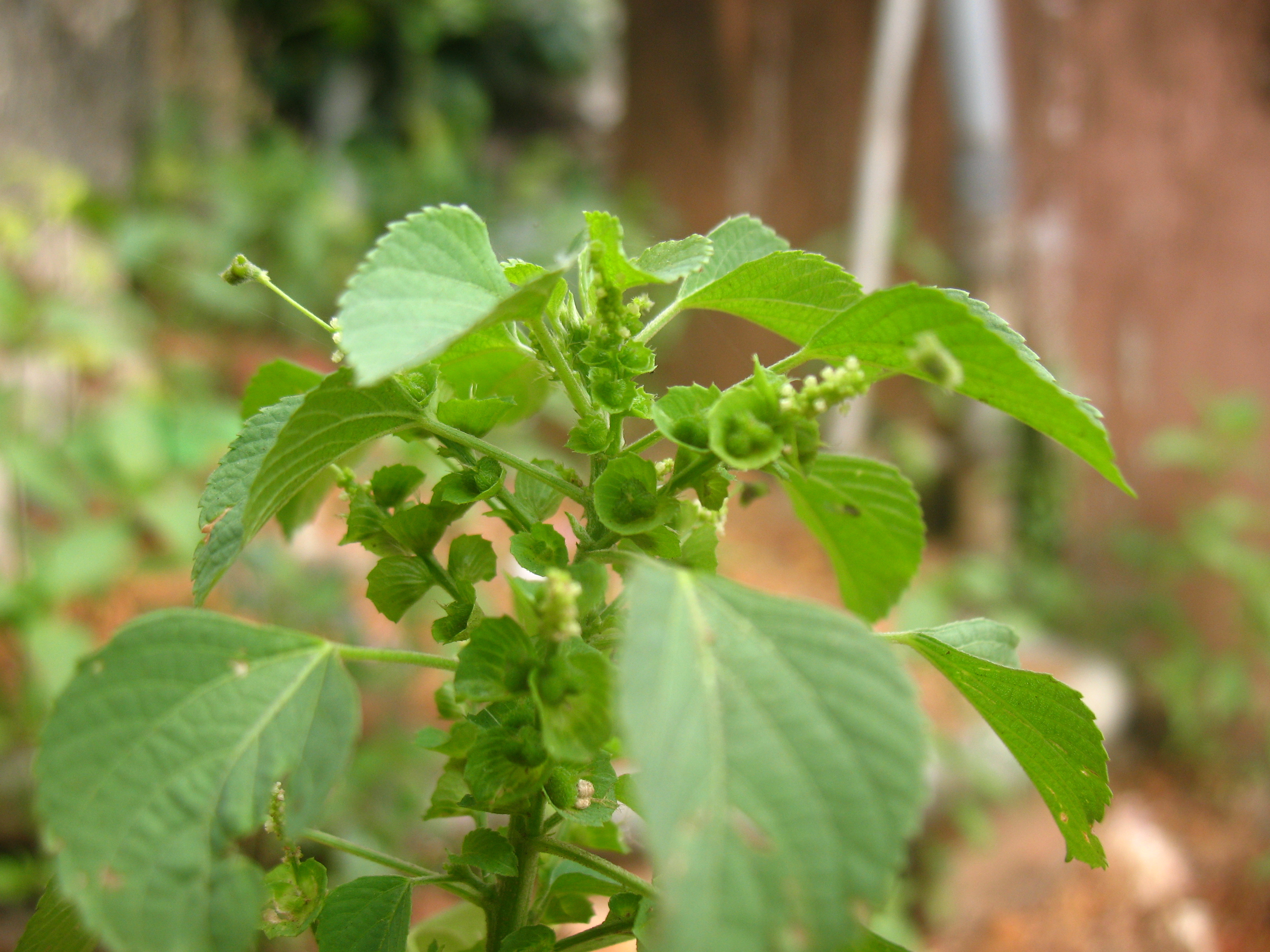
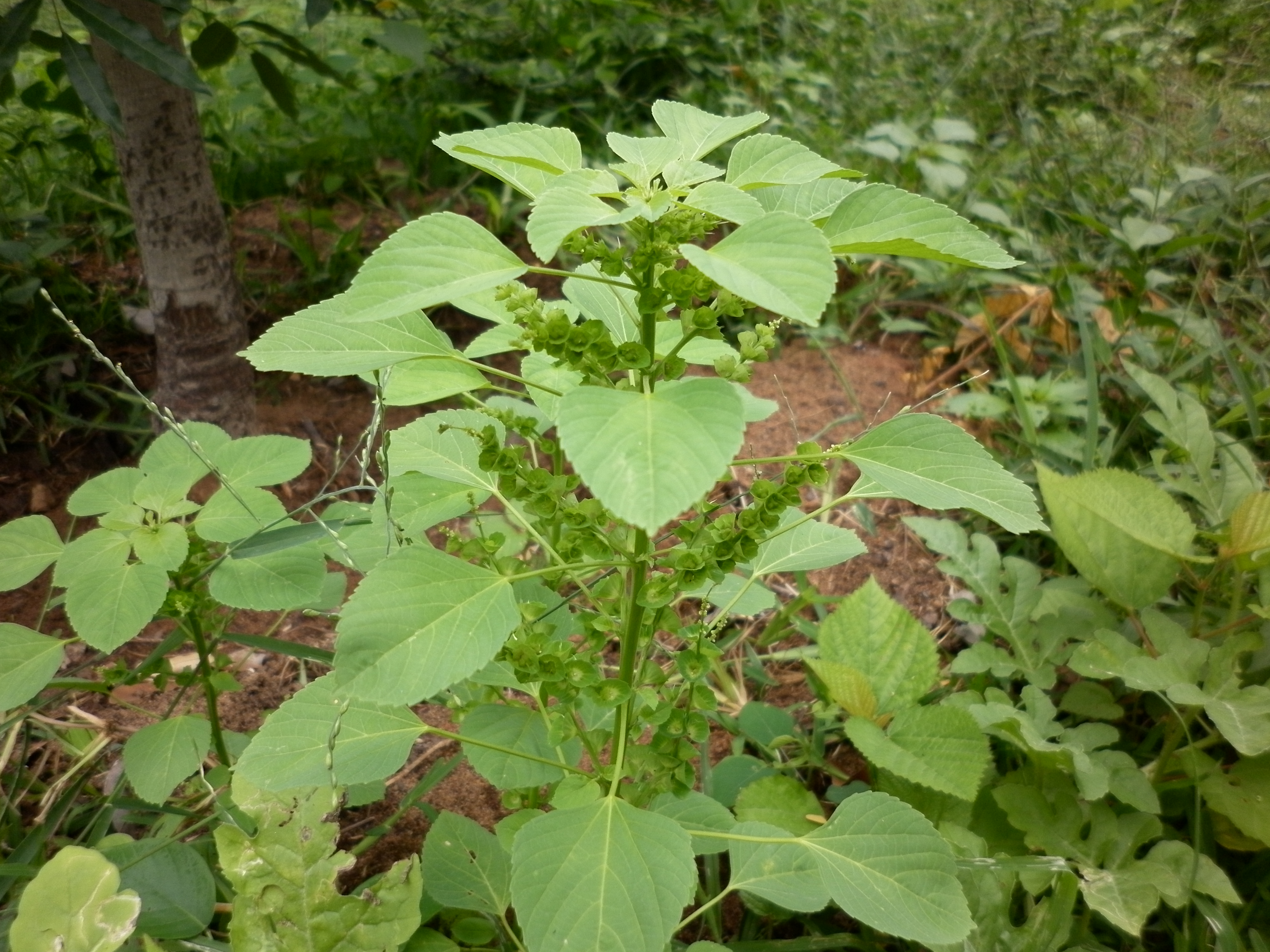
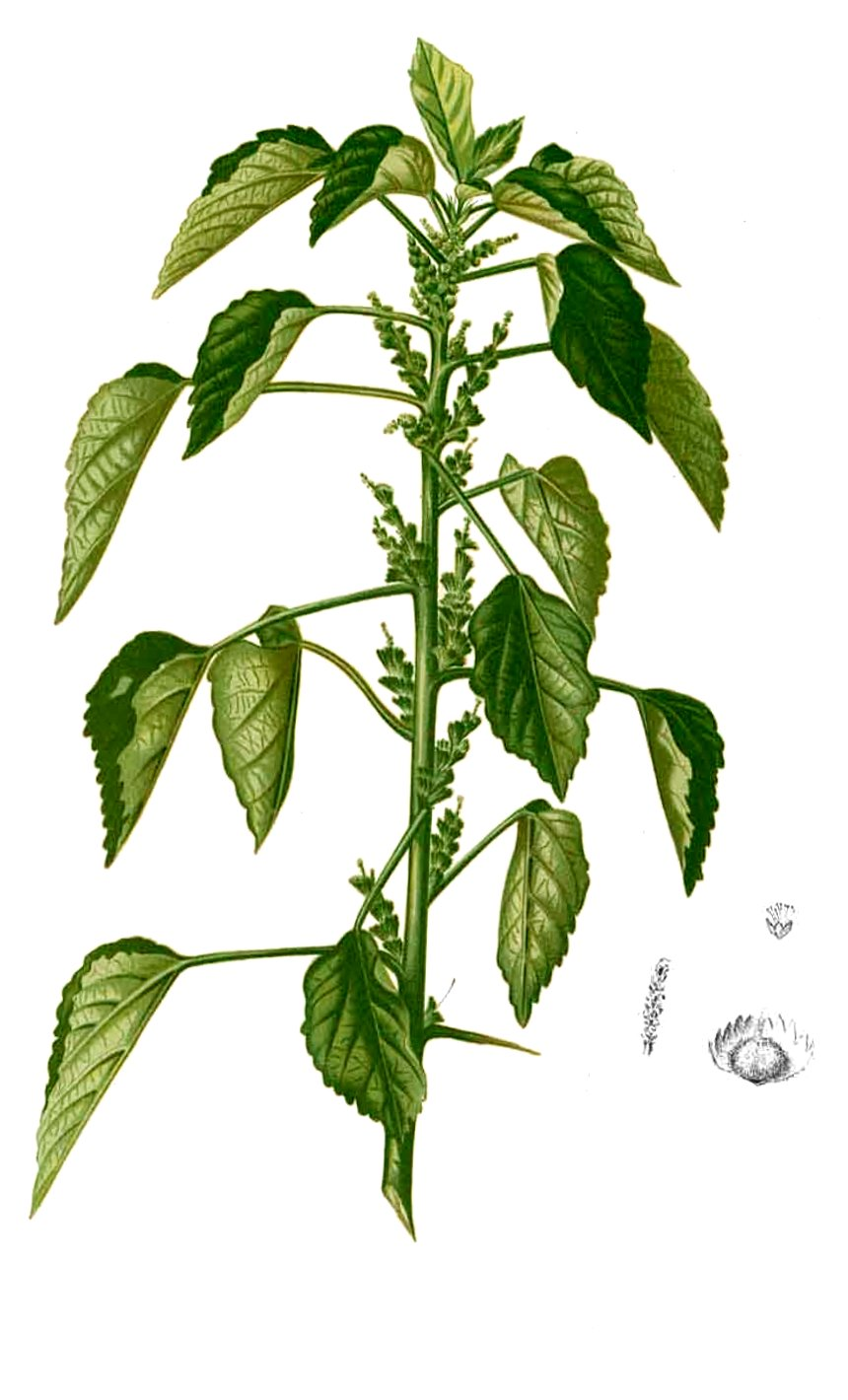
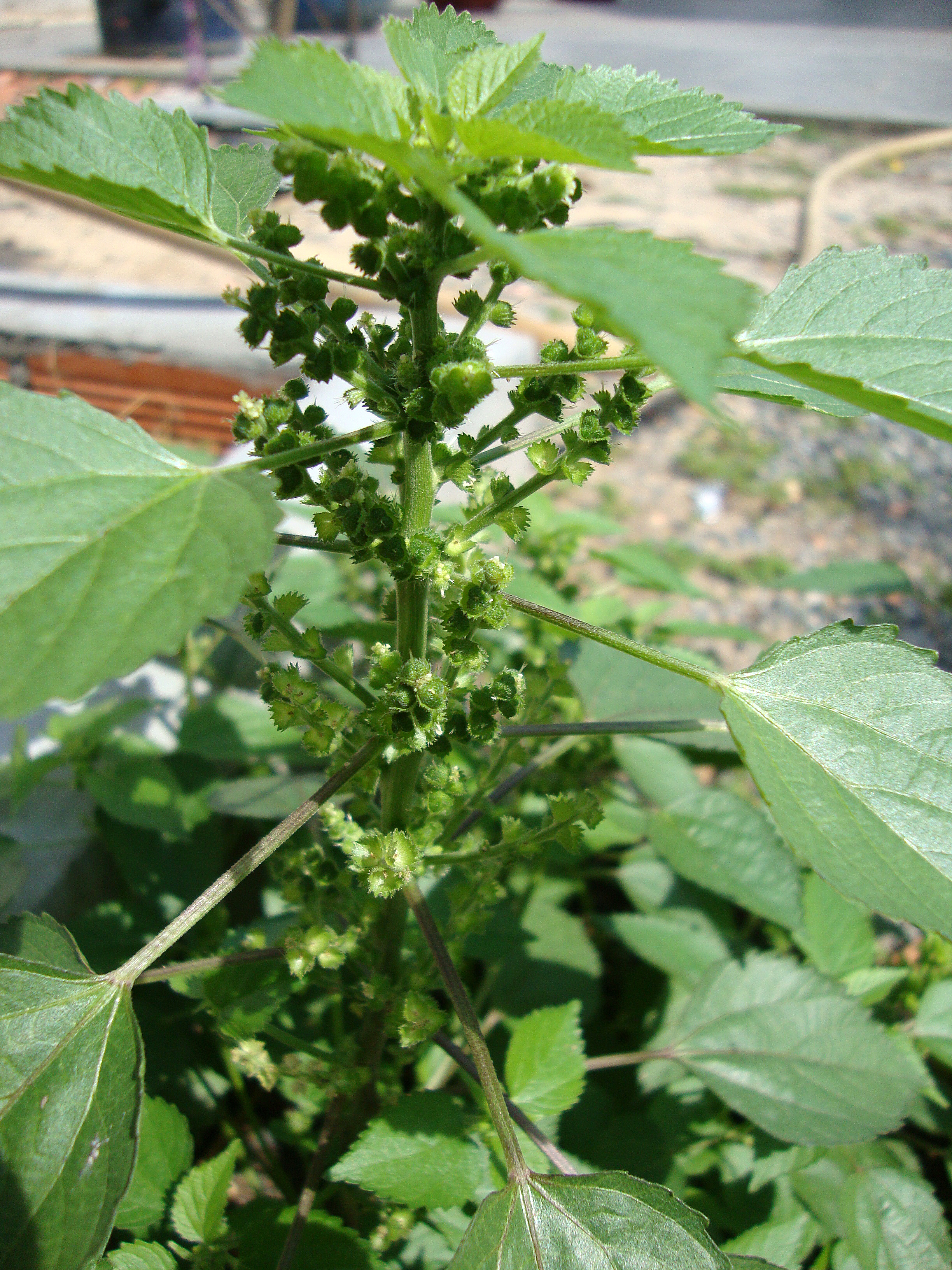